# 凌柱
凌柱（1665年9月29日—1747年3月6日），清朝外戚，钮祜禄氏，原为镶白旗满洲人，后改为镶黄旗满洲，乾隆帝生母孝聖憲皇后的父亲。
凌柱的祖父是额宜腾、父亲是吳祿，都是驻防宝坻的旗丁。凌柱是吳祿的次子，出生于康熙四年八月二十一日（1665年9月29日）子时，娶当地汉人女子彭氏为妻。雍正帝即位前被封为和硕雍亲王，封旗在镶白旗。凌柱作为镶白旗满洲佐领下人，在王府担任四品典仪。其女儿康熙四十三年入雍亲王藩邸，康熙五十年生子弘历。乾隆帝即位后，雍正十三年（1735年）十一月十三日，凌柱封為一等承恩公，世襲罔替，妻彭氏封為公妻一品夫人。乾隆元年（1736年）十一月十二日，凌柱被賜紫禁城騎馬。乾隆十二年正月二十六日（1747年3月6日），凌柱去世。三月四日，朝廷赐予故內大臣品級承恩公凌柱祭葬如例，諡良榮。

## 家庭
- 妻：彭氏（康熙十一年三月二十八日（1672年4月25日）子时—乾隆十七年二月十三日（1752年3月28日）寅时），宝坻县生员彭武之女，封一等承恩公妻一品夫人
  - 长子：伊通阿，康熙三十八年出生，雍正年间为护军校，乾隆初为散秩大臣，乾隆十二年十二月十七日，襲爵一等承恩公[5]。
  - 次子：伊松阿，康熙四十年出生，康熙年间为官学生，雍正年间为护军校，乾隆初为侍卫什长，乾隆十八年十二月襲爵一等承恩公
  - 三子：伊三泰，康熙四十六年出生，乾隆初为蓝翎侍卫
  - 四子：伊申泰，康熙五十三年出生，乾隆初为蓝翎侍卫
  - 长女：孝聖憲皇后
  - 次女：嫁正蓝旗汉军生员郑廷辅
  - 三女：嫁镶白旗满洲刑部笔帖式马金泰[1]